# História pré-colonial de Angola
Não existe consenso relativamente à periodização da história angolana devido às grandes discrepâncias no desenrolar de eventos de várias partes do país. Não obstante, pode-se convencionalmente admitir que a história pré-colonial de Angola é o período até 1575, ano em que o português Paulo Dias de Novais chega a Luanda e aí estabelece uma colónia.

## Antes do contacto com Europeus
Acredita-se que os primeiros habitantes da região da atual Angola tenham sido caçadores-coletores Khoisan, que utilizavam a azagaia e alguns instrumentos de caça, mas não tinham quaisquer conhecimentos de agricultura.
Nalgum momento depois do século IX, a grande migração banta terá alcançado o atual território de Angola e, perante os dóceis khoisan, os vários povos bantus rapidamente dominaram a região. Por volta do século XIII, os bantus que chegavam já sabiam trabalhar o ferro e praticavam o cultivo da banana, e estas técnicas espalharam-se eventualmente por todo o território.

### Ambundos
Entre os bantus, um dos povos que se destacava eram os Dongo, que faziam parte dos Ambundos, que ocupavam a região do baixo Cuanza e do médio Cuango. Os Dongo estavam rodeados por dois outros povos Ambundus, com quem tiveram alguns conflitos: os Pende a nordeste e os Libolo a sul.
Por volta do século XIV, os Dongo começaram a usar símbolos religiosos de ferro chamados "ngola", cuja importância cresceu exponencialmente, assim como as dos seus guardiões. Com tempo, formaram-se hierarquias em cada aldeia e, posteriormente, por todo o território Dongo, surgindo o título de ngola a kiluanje no topo da hierarquia.

### Congos
A norte dos Ambundos, estavam os Congos, destacando-se o assentamento de M'banza Congo, que estava estrategicamente localizado entre florestas e prados, tendo portanto fácil acesso a uma variedade de produtos. De acordo com a tradição oral, Nimi a Nzima (de Mpemba Kasi) e Nsaku Lau (de Mbata) fundaram um reino no final do século XIV. Acordaram que os descendentes de Nimi a Nzima seriam os seus reis, enquanto os de Nsaku Lau governariam Mbata. Assim, Nimi-a-Lukeni, filho de Nimi a Nzima, tornou-se o primeiro rei do Congo, declarando M'banza Congo capital do reino. No final do século XV, já os Soyo, um povo costeiro, estava conectado a M'banza Congo, a 160 km de distância.

### Lunda-Chokwe
Os Lunda-Chokwe incluíam os Lunda, Lunda-lua-Chindes, Lunda-Ndembo, Mataba, Cacongo, Mai, e Chokwe. Situados no norte de Angola, os Lunda eram governados por anciões chamados "tubungu". Eles tinham um sistema de títulos bastante desenvolvido passados ao longo das gerações, o que levou a alguns conflitos internos, mas eventualmente, por volta dos séculos XIV ou XV, os Lueji tomaram poder aos Kinguri, um evento imortalizado nos contos lendários do caçador Chibinda Ilunga. O poder dos Lunda começou a expandir-se e o chefe do Reino Lunda ganhou então o título mwata yamvo.

### Ovimbundos
Durante os últimos séculos antes da chegada dos portugueses, o Planalto de Benguela era já ocupado pelos Ovimbundos, mas não estava ainda organizado em grandes reinos.

### Herero
E, na zona litoral mais a sul, viviam os Hereros, um povo de pastores vindos dos Grandes Lagos, que teria chegado à região por volta do século XV. Nos hereros, destacam-se os Mucubais.

## Chegada dos Portugueses
Até os anos 1480s não haveria tráfego marítimo na costa angolana, com exceção de uma outra canoa ou pequena embarcação piscatória; isto mudou com a chegada dos portugueses à foz do Rio Congo, a que eles chamaram Zaire, em 1482, num expedição liderada por Diogo Cão. Eles estabeleceram contacto com os Soyo, e o seu rei revelou que prestava vassalagem ao reino do Congo. Diogo Cão teve então de participar numa troca ritualizada de reféns de elite: quatro frades franciscanos ficaram no Congo, enquanto um grupo de nobres regressou com Cão a Portugal. Eles conheceram Lisboa e foram colocados num mosteiro, onde aprenderam sobre a vida cristã. Três anos mais tarde, regressaram ao Congo com uma nova expedição de Diogo Cão, sendo finalmente convidados a visitar M'banza Congo. Os portugueses entraram então em contacto com o soberano do Congo, Nzinga-a-Nkuvu, herdeiro legítimo do fundador Nimi-a-Lukeni, e, tal foi a impressão, que em 1491, menos de uma década desde a chegada dos portugueses, Nzinga-a-Nkuvu converteu-se ao catolicismo, adotando o nome João I. Enviou também muitos africanos até Portugal para estudar.
O objetivo primário dos portugueses teria sido encontrar riqueza mineral semelhante à da África Ocidental, mas só encontraram marfim e outras curiosidades exóticas. No entanto, com a criação da colónia de São Tomé nos anos 1490s e, mais tarde, do Brasil nos anos 1530s, Portugal começou a adquirir escravos do Reino do Congo para servir de mão de obra nas plantações, marcando o início do comércio atlântico de escravos.
O apogeu de relações entre reinos deu-se nas primeiras décadas do século XVI, durante os reinados de Manuel I de Portugal e o Manicongo Nzinga Mbemba, rebatizado Afonso. Um governador provincial na altura das expedições de Diogo Cão, Afonso I foi um dos reis do Congo que mais defendeu a aproximação com os portugueses e a cristianização, apreciando a medicina, escrita, armas e técnicas de carpintaria europeias. Apesar disso, lutou para que o comércio de escravos não ficasse descontrolado.
Em 1519, o reino do Dongo, tributário do Congo, tinha também vontade de estabelecer relações com Portugal pediu a Afonso I do Congo para negociar com representes portugueses. Assim, em 1520, Portugal enviou a primeira expedição ao reino do Dongo, liderada por Balthasar de Castro. No entanto, os Dongo não ficaram satisfeitos com as ofertas dos portugueses e mantiveram Castro encarcerado durante seis anos, libertando-o apenas por intervenção do Congo.
As tensões entre o Congo e o Dongo começaram a evidenciar-se devido à competição pelos lucros do tráfico negreiro. E a escassez de escravos no reino levou os chefes do Congo a atacar as zonas fronteiriças, tornando-se comum a venda de escravos Ambundu, do sul, e da região de Quinxassa, mais a norte. Apesar disso, havia também Ambundus que beneficiavam desta atividade, ora como intermediários para a sua venda no porto de Mpimba (o único porto oficial, onde eles eram taxados), ora vendendo escravos no porto ilegal de Luanda.
Nos anos 1520s, já após a morte de Manuel I, Afonso I começava a ficar descontente com o comportamento dos portugueses no seu território e o crescimento do tráfico de escravos ilegais, que começava a levar ao despovoamento do reino. Escreveu várias cartas a João III de Portugal e ao papa a pedir ajuda a controlar a situação, mas as suas preocupações foram ignoradas.
Após a morte de Afonso I, por volta de 1543, a sucessão do trono foi disputada por algum tempo, mas quando Nkubi a Mpundi (Diogo I) consolidou o seu poder, conseguiu governar durante 16 anos. Durante esse tempo, mais precisamente em 1555, Diogo I expulsou os jesuítas e fechou o porto de Mpinda ao comércio, que já expatriava mais de 12 mil escravos por ano. Já em 1556, atacou o Dongo para reafirmar a sua autoridade, mas, no final, saiu derrotado na batalha de Dande. Temendo perder as vantagens das relações com os portugueses com esta vitória, visto que era o Congo que mantinha relações com Portugal, o rei do Dongo Ngola Inene enviou um embaixador a Lisboa para pedir novamente representação oficial na sua corte. A resposta tardou, mas, em 1560, chegou ao Dongo uma expedição liderada por Paulo Dias de Novais. Ngola Ndambi, o sucessor de Inene, aceitou os presentes de Lisboa, mas recusou qualquer evangelização e prendeu Dias de Novais e três outros homens.
Por esta altura, os Kinguri exilados do Reino Lunda tinham influenciado outros povos e adquirido um poderio militar significante, criando uma nova cultura que rejeitava os títulos antigos e privilegiava os líderes de guerra. A ditadura militar que se formava afastou alguns povos e, eventualmente, houve uma revolução que rejeitou a liderança dos Kinguri, dando supremacia aos Kasanje. Em meados do século, os apoiantes dos Kasanje, em que constavam inúmeras etnias, tinham criado uma grande força militar que ficou conhecida como os Jagas-Imbangala.
Nos anos 1560s, depois da morte de Diogo I, houve outro período de luta pelo poder no Congo, e o reino foi atacado pelos Jagas-Imbangala, que praticamente destruíram o reino em 1569, durante as chamadas Guerras Jaga. Os portugueses intervieram militarmente e cerca de 600 tropas foram enviados para restaurar Álvaro I ao trono de M'banza Congo, mas a relação entre os reinos não voltou a ser a mesma e a influência europeia e cristã desapareceu pouco depois.
Assim, em 1571, Sebastião I de Portugal concedeu a Dias de Novais, que tinha entretanto conquistado a liberdade, uma carta de doação que lhe dava o título de "Governador e Capitão-Mor do Reino de Sebastião na Conquista da Etiópia", dando início à colonização de Angola.